# Krajinski park Rački ribniki - Požeg
Krajinski park  Rački ribniki - Požeg leži v zahodnem delu Dravskega polja, skorajda tik pod Pohorjem. To je večji kompleks strnjenega nižinskega mešanega gozda, znotraj katerega se skriva več stoječih voda. Območje je zavarovano od leta 1992 kot krajinski park zaradi izjemne naravne dediščine, ki jo predstavljajo najrazličnejša mokrišča s številnimi redkimi in ogroženimi živalskimi ter rastlinskimi vrstami. Krajinski park je velik 484 ha in je tako med večjimi nižinskimi parki v Sloveniji. Njegovi gozdovi merijo 343 ha, stoječe vode 76 ha, ostalo pa predstavljajo močvirni travniki.

## Vode

### Ribniki
V parku so tri skupine ribnikov:
- Rački ribniki (Veliki, Mali in Gajič),
Med Račkimi ribniki je največji Veliki ribnik (20 ha). Najbolj stalna vodna rastlina je rogoz. Vsake toliko časa pa se na vodni površini razbohoti ščitolistna močvirka Nymphoides peltata.
Gajič (8,5 ha) ima malo vegetacije. V kolikor se ribnik prične polniti v poznem spomladanskem obdobju, se v njem razbohotijo kopenske rastline, ki so prisotne tudi tedaj, ko je ribnik že poln, običajno vse tja do zime.
Mali ribnik (4,5 ha) loči od Velikega ribnika le nasip. Obrežne vegetacije v njem skorajda ni, zato pa je toliko več plavajoče. Tu raste vodni orešek Trapa natans, ob robovih pa vodna leča Lemna sp..
- Turnovi ribniki se nahajajo sredi gozda, južno od Račkih ribnikov. Največji je Turntajht (2,6 ha), sledi mu Špic (1,7 ha) in Srednji ribnik (0,95 ha).
- Ribniki v Grajevniku so štirje in se nahajajo v bližini akumulacije Požeg. Skupaj merijo dobre 3 ha. Vodne vegetacije je malo, vendar tam lahko vidimo blatnik Nuphar luteum. To je rastlina podobna bolj znanim lokvanjem, le da so blatnikovi cvetovi rumene barve.

### Akumulacija Požeg
Akumulacija Požeg je največja vodna površina v parku in je imenovana je po vasici Požeg, ki leži najbližje vodi, na zahodni strani obale. Zgradili so jo v zgodnjih 60.letih 20.stoletja kot vodni zadrževalnik. Osnovna ojezeritev akumulacije meri 35 ha, maksimalna površina akumulacije pa 74 ha. Akumulacija je z južne in vzhodne strani obdana z visokim nasipom, na ostalih straneh pa se voda razliva v gozd.

## Gozdovi
Gozd je mešan, čeprav na določenih predelih naletimo tudi na iglaste ali samo listnate sestoje.
- breza Betula pendula,
- smreka Picea abies,
- rdeči bor Pinus sylvestris

Večidel gozda, vsaj v spomladanskem in jesenskem času, vlažen, in je na
nekaterih mestih zaradi močvirja težko prehoden. Na takšnih mestih raste
- hrast dob Quercus robur
- črna jelša Alnus glutinosa,
- šotni mah Sphagnum sp.

V najnižjih predelih, v depresijah, ponekod ob potočkih oz. odvodnih jarkih ter ob severozahodnem robu velikega Račkega ribnika naletimo na:
- jelševje Carici brizoides-Alnetum, Carici elongatae-Alnetum,
- gabrovje z dobom Querco robori-Carpinetum
- gabrovje z belkasto bekico Luzulo albidae-Carpinetum

## Živalstvo

### Ptice
Opaženih vrst ptic je že preko dvesto vrst, od tega jih okrog tretjina
v parku tudi gnezdi. Najpogostejše gnezdilke ribnikov so:
- mali ponirek Tachybaptus ruficollis
- čopasti ponirek Podiceps cristatus
- mlakarica Anas platyrhynchos
- čopasta črnica Aythya fuligula
- črna liska Fulica atra
- zelenonoga tukalica Gallinula chloropus

V času spomladanske in jesenske selitve ptic se tam ustavijo jate kormoranov, rac, gosi, čapelj, pobrežnikov, galebov in čiger. V selitvenem času so pogoste tudi ujede:
- rjavi lunj Circus aeruginosus
- ribji orel Pandion haliaetus

### Kačji pastirji
V krajinskem parku je bilo naštetih kar 49 vrst kačjih pastirjev, kar predstavlja več kot 2/3 vrst ugotovljenih v Sloveniji. Med najbolj ogrožene vrste sodijo:
- stasiti kamenjak Sympetrum depressiusculum
- rumeni kamenjak Sympetrum flaveolum
- črni kamenjak Sympetrum danae
- dristavični spreletavec Leucorrhinia pectoralis
- kačji potočnik Ophiogomphus cecilia

### Dvoživke
Tu se nahaja kar 60 % vseh slovenskih vrst. Med najredkejšimi vrstami je česnovka Pelobates fuscus, ki jo najdemo le na nekaj mestih v severovzhodni Sloveniji.

### Galerija
- Stasiti kamenjak Sympetrum depressiusculum je v Sloveniji redek in ogrožen. Zadek samčka je čudovite opečno rdeče barve, medtem ko je samička odeta v manj vpadljive rjavkaste tone.
- Žaba z vonjem po česnu česnovka Pelobates fuscus.
- Ko mali ponirek Tachybaptus ruficollis zapusti gnezdo med valjenjem, jajca pokrije z vodnim rastlinjem, da jih ne opazijo plenilci in se ne pregrejejo zaradi sonca.
- Ribji orel Pandion haliaetus.

## Grad Rače
Grad Rače je bil zgrajen leta 1530. Prvotni lastnik Gregor Regal ge je poimenoval Kranichsfeld, kar pomeni žerjavovo polje. Ta ptica je upodobljena tudi v njegovem grbu.